# Vlada Chigireva
Vlada Alexandrovna Chigireva (em russo:  Влада Александровна Чигирёва; Rostóvia do Dom, 18 de dezembro de 1994) é uma nadadora sincronizada russa, campeã olímpica em 2016 por equipes.

## Carreira
Chigireva representou seu país nos Jogos Olímpicos de 2016, ganhando a medalha de ouro por equipes.